# Ribautia junina
Ribautia junina är en mångfotingart som först beskrevs av Chamberlin 1957.  Ribautia junina ingår i släktet Ribautia och familjen storjordkrypare.
Artens utbredningsområde är Peru. Inga underarter finns listade i Catalogue of Life.